# Autopista de Los Lagos
La Autopista de Los Lagos es la denominación de la Autopista Chilena de Peaje, que recorre las regiones de Los Ríos y Los Lagos, en el Sur de Chile, desde Río Bueno y hasta Puerto Montt. 
Corresponde a la Concesión Sociedad Concesionaria de Los Lagos S.A.

## Autopista de Los Lagos

### Sectores en Autopista
- La Unión·Purranque 68 km de doble calzada.
- Purranque·Puerto Montt 66 km de doble calzada.
- By Pass Puerto Montt 6 km de doble calzada.

### Enlaces
- Ruta de Los Ríos
- kilómetro 891 Rio Bueno Sur-Cocule.
- kilómetro 899 San Pablo.
- kilómetro 907 Trafún.
- kilómetro 917 Osorno-Puaucho-San Juan de la Costa.
- kilómetro 919 Osorno-Lago Puyehue.
- kilómetro 920 Osorno-Puerto Octay.
- kilómetro 927 Las Quemas.
- kilómetro 932 Casa de Lata.
- kilómetro 937 Chahuilco.
- kilómetro 945 Río Negro.
- kilómetro 957 Purranque.
- kilómetro 968 Casma.
- kilómetro 981 Frutillar-Tehualda.
- kilómetro 993 Fresia-Totoral.
- kilómetro 998 Llanquihue Norte.
- kilómetro 1000 Llanquihue Sur-Loncotoro.
- kilómetro 1005 Puerto Varas Norte-Nueva Braunau-Río Frío.
- kilómetro 1008 Puerto Varas Sur-Ensenada-Peulla.
- kilómetro 1012 La Laja.
- kilómetro 1019 Puerto Montt-Puelo Sentido Norte-Sur.
- kilómetro 1022 Puerto Montt-Carretera Austral-Santa Barbara.
- kilómetro 1023 Puerto Montt-Carretera Austral-Coihaique.
- Autopista Ruta del Canal

### Plazas de Peajes
- kilómetro 898 Lateral San Pablo.
- kilómetro 917 Lateral Pilauco.
- kilómetro 919 Lateral Puyehue.

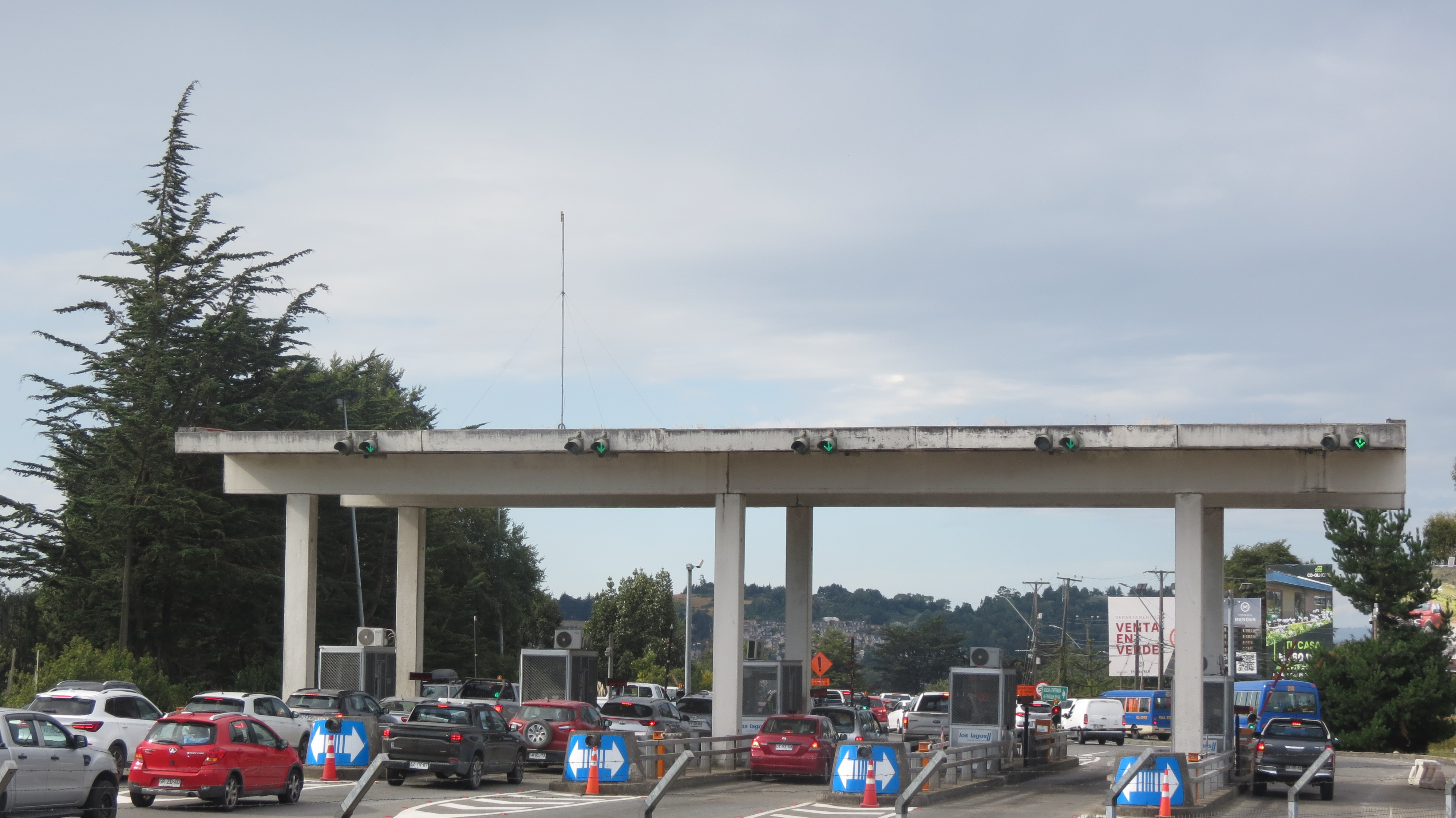
Peaje Lateral Puerto Varas Sur

- kilómetro 920 Lateral Puerto Octay.
- kilómetro 945 Lateral Río Negro.
- kilómetro 957 Lateral Purranque.
- kilómetro 962 Troncal Cuatro Vientos-Purranque.
- kilómetro 968 Lateral Casma.
- kilómetro 981 Lateral Frutillar.
- kilómetro 993 Lateral Fresia
- kilómetro 998 Lateral Llanquihue Norte.
- kilómetro 1000 Lateral Llanquihue Sur.
- kilómetro 1005 Lateral Puerto Varas Norte.
- kilómetro 1008 Lateral Puerto Varas Sur.
- kilómetro 1019 Lateral Puerto Montt.
- kilómetro 1019 Troncal Chiloé (Peaje liberado a Puerto Montt mostrando su ticket del Troncal Cuatro Vientos, excepto a Chiloé).

### Estaciones de Servicios en Autopista.
- kilómetro 904 Área de Servicio Pronto Copec Trafún Poniente
- kilómetro 906 Área de Servicio Pronto Copec Trafún Oriente
- kilómetro 915 Área de Servicio Petrobras Spacio 1 Osorno.
- kilómetro 1008 Área de Servicio Shell UPA Puerto Varas.
- kilometro 1009 Área de Servicio Pronto Copec Puerto Varas.
- kilometro 1011 Área de Servicio Shell UPA La Laja.
- kilómetro 1020 Área de Servicio Pronto Kiosco Copec Avenida Parque Industrial de Puerto Montt.
- kilómetro 1022 Área de Servicio Petrobras Spacio 1 Avenida Circunvalación de Puerto Montt.

## Puentes
Kilómetro 895 Puente Pilmaiquén
Kilómetro 910 Puente Huintral
Kilómetro 915 Puente Puquitre
Kilómetro 919 Puente Damas Osorno
Kilómetro 930 Puente Rahue
Kilómetro 944 Puente Chifin
Kilómetro 946 Puente Forrahue
Kilómetro 970 Puente El Pescado
Kilómetro 975 Puente El Burro
Kilómetro 999 Puente Maullín
Kilómetro 1014 Puente Negro
Kilómetro 1016 Puente Arenas

## Tecnología

### Paneles de mensaje variable (PMV)
Kilómetro 894 Puente Pilmaiquén Sentido Al Sur
Kilómetro 986 Frutillar Sentido Al Norte
Kilómetro 1010 Puerto Varas Sentido Al Norte

Postes SOS:
En la autopista existen 138 postes SOS cada 2 kilómetros en la ruta 5. Los números impares representan el sentido norte-sur, en cambio, los números pares representan el sentido sur-norte. Estos postes sirven en caso de emergencia en ruta. El orden inicia con el número 1 en el kilómetro 892 y termina con el 137 en el kilómetro 1021 para después iniciar con Ruta del Canal. en cambio de sur a norte empieza con el 138 y termina con el 2 para después iniciar con Ruta de Los Ríos. 